# Clovia lomirana
Clovia lomirana är en insektsart som beskrevs av Victor Lallemand 1931. Clovia lomirana ingår i släktet Clovia och familjen spottstritar. Inga underarter finns listade i Catalogue of Life.